# 细葛缕子
细葛缕子（学名：Carum carvi f. gracile）为伞形科葛缕子属下的一个变型。分布于中国大陆的甘肃、青海、新疆、四川、云南、西藏、山西等地，生长于海拔1,800米至3,350米的地区，常生长在坡地草丛及高山草甸中，目前尚未由人工引种栽培。

## 扩展阅读
- 維基物種上的相關：细葛缕子